# 波一型潛艇
波一型潛艇（日语：波一型潜水艦）是日本海军的潜艇舰级之一，也被称为C1型。有两艘同型舰。

## 概要
波一型潛艇是日本从维克斯购买的五艘C型潜艇中的头两艘，由英国建造后通过特殊运输船运往日本。波一型潛艇参考了霍兰型潜艇的设计并加以改进，例如霍兰型潜艇没有围壳舵，在水中很不稳定；波一型潛艇装备了围壳舵，而且排水量也增加了3倍。
竣工时（1909年）两艘同型舰的名称是第八潜水艇和第九潜水艇，1919年改为第八潜水舰和第九潜水舰，1923年变更命名标准后改为波号第一潜水舰和波号第二潜水舰。
竣工时分类为潜水舰，1916年8月4日分类为二等潜水舰，1919年4月1日分类为三等潜水舰。
1924年除籍。

## 同型舰
- 波号第一潜水舰（日语：波号第一潜水艦）
- 波号第二潜水舰（日语：波号第二潜水艦）